# Sándor Petőfi
Sándor Petőfi, (hongarèsˈʃaːndor ˈpɛtøːfi ; nascut Petrovics; eslovac: Alexander Petrovič; serbi: Александар Петровић - Kiskőrös, Hongria, 1 de gener de 1823 - Segesvár (Sighişoara en romanès), 31 de juliol de 1849) va ser un poeta en llengua hongaresa, tingut per un dels representants més rellevants del romanticisme hongarès i europeu, i capdavanter dels intel·lectuals que prepararen la revolució hongaresa del 1848. És l'autor de la Nemzeti dal (Cançó nacional), que es diu que va inspirar la revolució al Regne d'Hongria que es va convertir en una guerra per la independència de l'Imperi Austríac. El més probable és que va morir en la batalla de Segesvár, una de les últimes batalles de la guerra.

## Biografia

### Primers anys
Petőfi va néixer el matí de Cap d'Any de 1823, a la ciutat de Kiskőrös, Regne d'Hongria. La població de Kiskőrös era predominantment d'origen eslovac a conseqüència de la política de reconstrucció dels Habsburg dissenyada per assentar, sempre que fos possible, els no hongaresos a les zones devastades durant les guerres otomanes. El seu certificat de naixement, en llatí, menciona el seu nom com a Alexander Petrovics, on Alexander és l'equivalent llatí de l'hongarès Sándor. El seu pare, István (Stephanus) Petrovics, era un carnisser del poble, hostaler i ell era un serbi de segona generació o eslovac immigrant a la Gran plana hongaresa. La seva mare era eslovaca, Mária Hrúzová, que abans de casar-se havia estat serventa, establerts a Kiskőrös, un petit llogaret de la Gran Planura hongaresa. Tanmateix, Sándor Petőfi manifestà sempre, des de les seves primeres obres, un ferm sentiment de patriotisme hongarès.

### Primeres obres
El primer poema que va publicar, el maig del 1842, el signà com a Petrovics, però poc després substituí el cognom patern (que significa ‘fill de Pere’) per l'equivalent hongarès Petőfi, format amb l'antic hipocorístic de Péter: «Pető», i el sufix «fi», abreujament de «fiú»: 'fill'. El pare, ambiciós i exigent, el 1828 l'envià a l'escola luterana de Kecskemét, el 1833 a l'institut evangèlic luterà Fasori, de Pest, on estudià dos anys, després a l'institut dels escolapis fins al 1835, i finalment, fins al 1839, a l'institut d'Aszód; però en perdre la seva modesta fortuna renegà del fill per la seva manca de profit, i des d'aleshores el jove Sándor s'uní a una companyia d'actors i va fer papers secundaris al Teatre Nacional, recorregué el país, sovint a peu i passant fam, com a actor ambulant, soldat (del 1839 al 1841), de nou actor, i finalment estudiant a Pápa, prop de Veszprém. El 1844, havent aconseguit un treball de redactor d'una revista a Pest, publicà el seu primer recull de poemes, amb el suport de Mihály Vörösmarty, amb el qual col·laborà, juntament amb el seu amic János Arany, en un projecte de traducció a l'hongarès d'obres de Shakespeare. D'aquesta època són uns quants dels seus poemes d'exaltació visionària i profètica (Un pensament que em turmenta, Els poetes del segle XIX, El judici). El 1847 es casà amb Júlia Szendrey, amb la qual tingué un fill, Zoltán, l'any següent. Arran del seu primer llibre es veié convertit en un poeta celebrat arreu del país i atacat per la crítica conservadora. Algunes de les seves cançons d'estil popular acabarien formant part del folklore del país. En Joan el Paladí, poema èpic d'esperit democràtic, popular i romàntic, sintetitza les històries contades pels vells i el món dels contes i les balades populars. El martell del poble i L'apòstol, en un estil fluent i imaginatiu, fan costat a la seva poesia política, impregnada de les idees de la Revolució Francesa. El seu poema Cant Nacional, llegit per ell davant una multitud revoltada el 15 de març del 1848, és la culminació dels seus poemes incitant a la revolució i a la lluita per la independència d'Hongria. Desaparegut en la batalla de Segesvár contra els russos, favorables als Habsburg, en la qual participà com a ajudant de camp del famós general Józef Bem, revolucionari polonès exiliat, se suposa que hi trobà la mort, com havia presagiat ell mateix, i des d'aleshores és considerat com a heroi i poeta nacional.
Traduït mentre encara vivia a l'alemany i al txec, admirat per Nietzsche i per Victor Hugo, a la seva mort esdevingué per a l'Europa occidental el símbol de la llibertat hongaresa i l'ideal de la poesia sense artificis.

## Obra poètica
Petőfi va començar la seva carrera com a poeta amb cançons de situació popular, gènere al qual pertany el seu primer poema publicat, A borozó ('El bevedor de vi', 1842). És la cançó d'un bevedor que lloa el poder curatiu del vi per allunyar tots els problemes. Aquest tipus de cançó pseudofolk no era inusual en la poesia hongaresa de la dècada de 1840, però Petőfi aviat va desenvolupar una veu original i fresca que el va fer destacar. Va escriure molts poemes semblants a cançons populars sobre temes de vi, amor, lladres romàntics, etc. Molts d'aquests primers poemes s'han convertit en clàssics, per exemple el poema d'amor A virágnak megtiltani nem lehet ('No pots prohibir la flor', 1843), o Befordultam a konyhára ('Em vaig convertir en la cuina', 1843) que utilitza l'antiga metàfora de l'amor i el foc d'una manera lúdica i una mica provocadora.
La influència de la poesia popular i del populisme del segle xix és molt significativa en l'obra de Petőfi, però també hi són presents altres influències: Petőfi es va inspirar en fonts com ara topoi de l'almanac contemporani -poesia d'una manera inventiva, i estava familiaritzat amb les obres de les principals obres literàries de figures de la seva època, com Percy Bysshe Shelley, Pierre-Jean de Béranger i Heinrich Heine.
La poesia primerenca de Petőfi es va interpretar sovint com una mena de joc de rol, a causa de l'ampli ventall de situacions i veus que va crear i utilitzar. Les interpretacions recents, però, criden l'atenció sobre el fet que, d'alguna manera, tota la poesia lírica es pot entendre com un joc de rol, la qual cosa fa que la categoria de poemes de rol (encunyada especialment per Petőfi) sigui supèrflua. Mentre feia servir una varietat de veus, Petőfi es va crear una persona ben formada per ell mateix: un solitari alegre i tossut que estima el vi, odia tota mena de límits i límits i és apassionat en tot el que sent. En poemes com Jövendölés ('Profecia', 1843) s'imagina a si mateix com algú que morirà jove després de fer grans coses. Aquest motiu es repeteix en la poesia revolucionària dels seus darrers anys.
La influència de la poesia-almanac contemporània es pot veure millor en el cicle de poemes Cipruslombok Etelke sírjára ('Branques de xiprer per a la tomba d'Etelke', 1845). Aquests poemes sentimentals, que parlen de la mort, el dolor, l'amor, la memòria i la solitud, van ser escrits després de la mort d'un interès amorós de Petőfi, Etelke Csapó.
Durant els anys 1844–1845, la poesia de Petőfi es va fer cada cop més subtil i madura. Van aparèixer nous temes, com ara el paisatge. El seu poema paisatgístic més influent és Az Alföld ('Les planes'), en què diu que la seva terra natal, les planes hongareses són més belles i molt més estimades que les muntanyes dels Carpats; havia de fer-se la base d'una moda perduradora: la de les planes com a paisatge típic hongarès.
Les habilitats poètiques de Petőfi es van consolidar i ampliar. Es va convertir en un mestre de l'ús de diferents tipus de veus, per exemple el seu poema A régi, jó Gvadányi ('El bon vell Gvadányi') imita l'estil de József Gvadányi, poeta hongarès que va viure a finals del segle xviii.
Un dels seus poemes, Szerelem, szabadság ('Llibertat i amor'), també és ben rebut pels xinesos i es troba als llibres escolars:
| « | “La llibertat i l'amor em són estimats; La meva vida dono, dolç amor, per tu, No obstant això, dono amor per la llibertat". | » |

Petőfi va mantenir una amistat de per vida amb János Arany, un altre poeta significatiu de l'època. Arany va ser el padrí del fill de Petőfi, Zoltán Petőfi.

## Obres

### Poesia
- Versek (Poesies), 1844.
- Cipruslombok Etelke sírjáról (El xiprer de la tomba d'Etelka), 1845.
- Versek II (Poesies II), 1845.
- Úti jegyzetek (Notes de viatge), 1845.
- Felhők (Núvols), 1846.
- Versei (Poesies de S. P.), 1846.
- Összes költeményei (Poesia completa), 1847.
- Nemzeti dal (Cant Nacional), 1848.
- Pacsirtaszót hallok megint (Sent de nou l'oronella cantar), 1849.
- Szörnyű idő (Temps horribles), 1849.

### Èpica i narrativa en vers
- A helység kalapácsa (El martell del poble), epopeia paròdica, 1844.
- János Vitéz (Joan el Paladí), 1845.
- Egy gondolat bánt engmemet (Un pensament que em turmenta), 1846.
- A XIX. század költői (Els poetes del segle XIX), 1847.
- Az ítélet (El Judici), 1847.
- Bolond Istók (Istók el ximple), 1847.
- Az apostol (L'Apòstol), 1848.

### Prosa narrativa
- A hóhér kötele (La soga del botxí), relat, 1846.

### Teatre
- Tigris és hiéna (Tigre i hiena), drama històric en 4 actes, 1847.

### Traduccions
- William Shakespeare, Coriolano, 1847.

## Honors i memorials

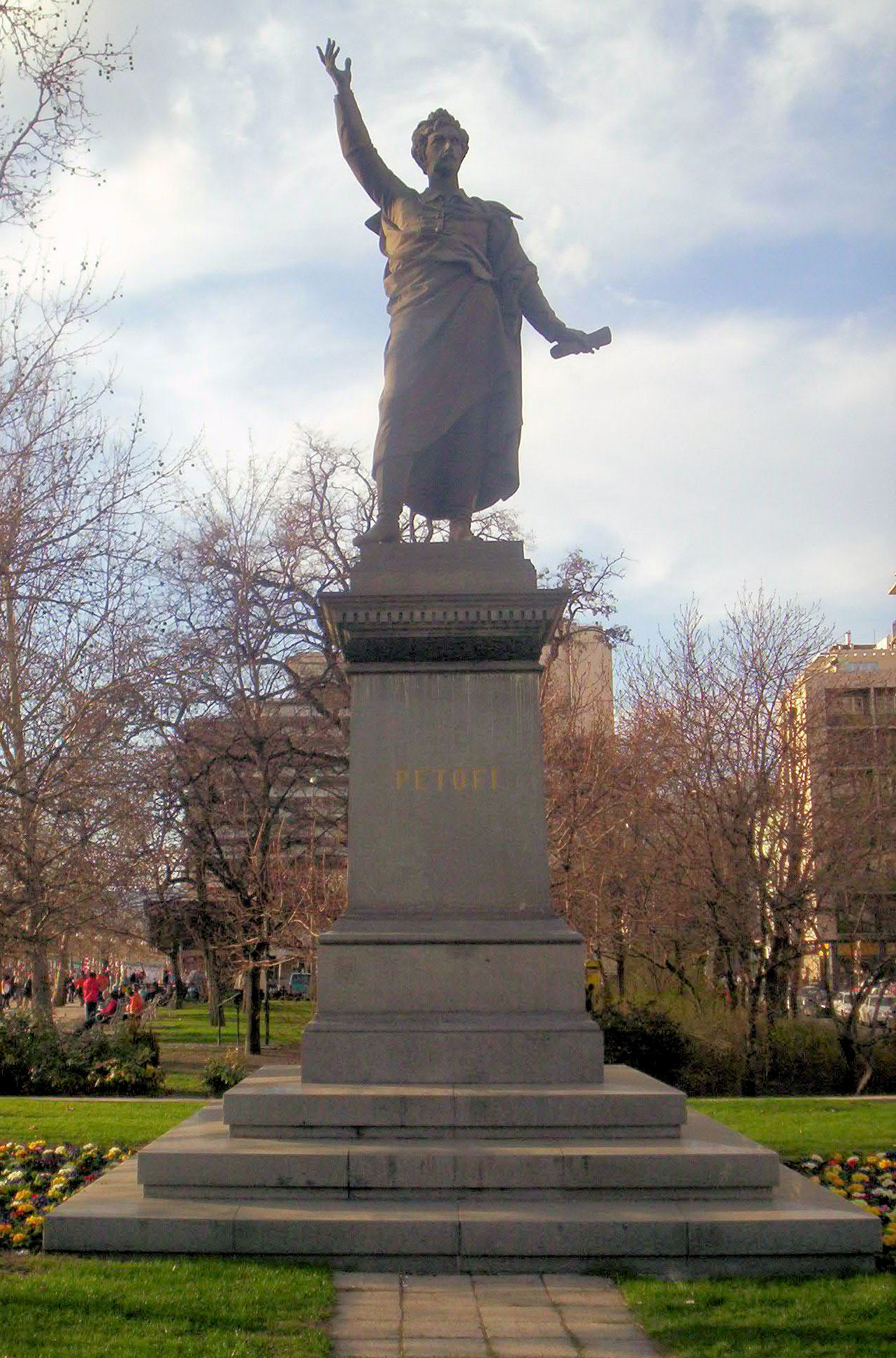
Estàtua Petőfi a Budapest

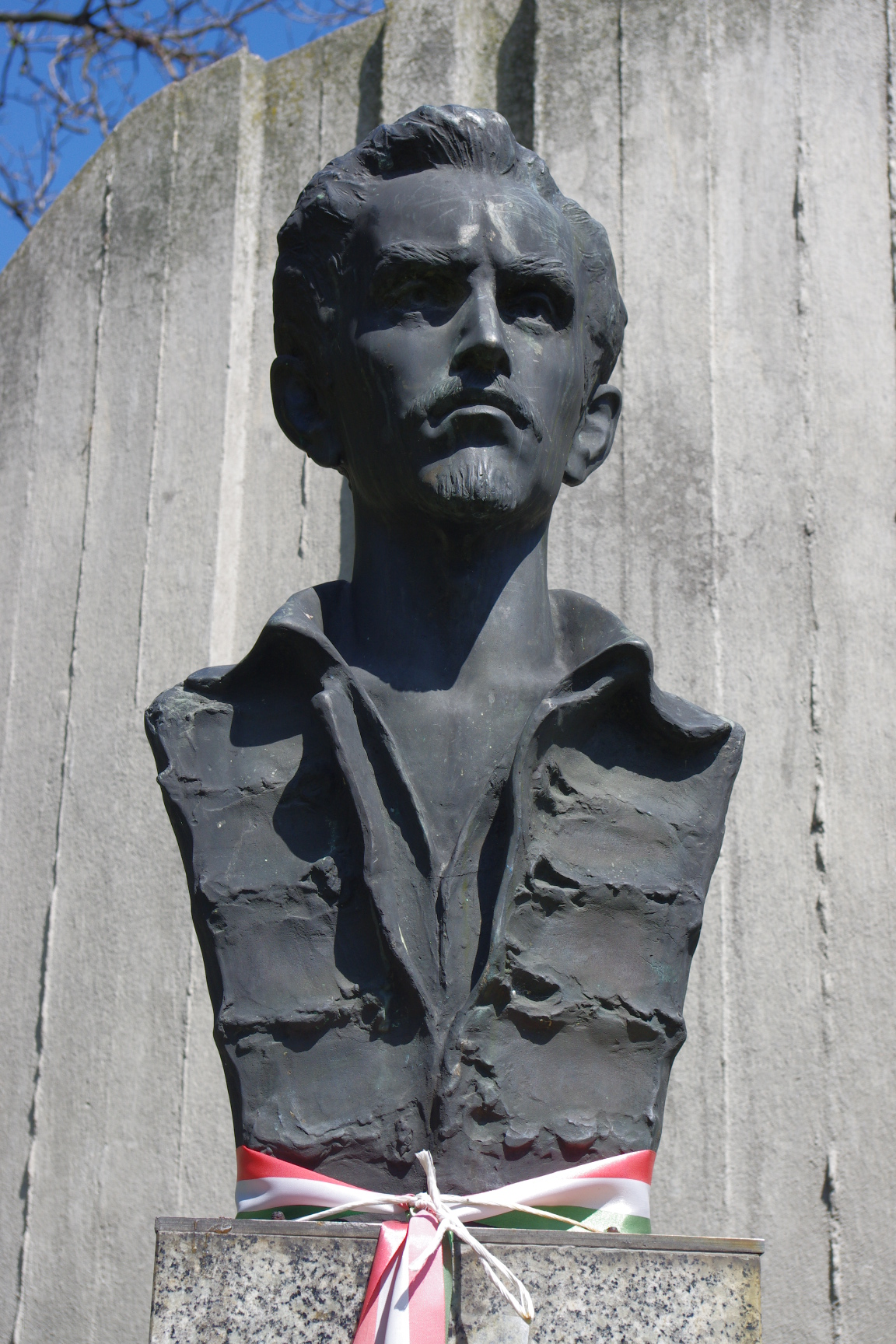
Memorial Sándor Petőfi a Tarnów

Després que la Revolució va ser aixafada, l'escriptura de Petőfi es va fer immensament popular, mentre que la seva rebel·lia va servir com a model des de llavors per als revolucionaris hongaresos i els aspirants a revolucionaris de tots els colors polítics.
El compositor i contemporani hongarès Franz Liszt va compondre la peça per a piano Dem Andenken Petőfis ('A la memòria de Petőfi') en el seu honor. Liszt també va musicar uns quants poemes de Petőfi.
L'any 1911 es va erigir una estàtua de Sándor Petőfi a Pressburg (Pozsony, l'actual Bratislava), a la plaça principal. El 1918, després que l'exèrcit de la recentment independent Primera República Txecoslovaca ocupés la ciutat, l'estàtua va ser dinamitada. Després, aquesta escultura va ser tapiada temporalment fins a la seva retirada, i substituïda per una estàtua del poeta eslovac Pavol Országh Hviezdoslav. Avui, hi ha una estàtua de Petőfi al Jardí Mèdic (Medická záhrada).
El compositor hongarès Jenő Hubay va escriure la seva Simfonia Petőfi per celebrar el 1923 el centenari del naixement del poeta; la simfonia també es va representar l'any 2023 (el 200è aniversari del naixement del poeta).
A finals de la dècada del 1940, Borís Pasternak va fer traduccions dels poemes de Petőfi a la llengua russa.
Avui, escoles, carrers i places porten el seu nom a Hongria i a les regions de parla hongaresa dels estats veïns; només a Budapest, hi ha 11 carrers Petőfi i 4 places Petőfi. Una emissora de ràdio nacional (Radio Petőfi), un pont a Budapest i un carrer a Sofia, Bulgària també porten el seu nom, així com l'asteroide 4483 Petöfi, membre de la família d'Hongria. Tots els nens hongaresos de primària aprenen alguns dels seus poemes de memòria.
El bitllet de 10 florins hongaresos vàlid entre 1947 i 1992 representava a l'anvers Sándor Petőfi.
Petőfi té una estàtua de terra cuita més gran que la vida prop de l'extrem de Pest del pont Erzsébet, esculpida per Miklós Izsó i Adolf Huszár. També es van establir estàtues Petőfi similars a moltes altres ciutats durant el segle xix i principis del segle xx.
Hugó Meltzl va ser qui va donar a conèixer les obres de Sándor Petőfi a l'estranger.
A Újhorod, Ucraïna, hi ha una plaça de la ciutat que porta el nom de Sándor Petőfi, a Oradea, Romania, un carrer i un parc, i a Tarnów, Polònia, una plaça Memorial Petőfi amb una porta Székely tallada a mà que condueix al bust de Petőfi.
Segells postals emesos per Hongria:
- Dos emesos el 12 de juny de 1919 en el seu honor
- Cinc el 13 de gener de 1923 en el centenari del seu naixement
- Un el 16 d'octubre de 1948 a la sèrie Poets and Writers
- Tres el 31 de juliol de 1949 per al centenari de la mort
- Un el 15 de març de 1952 a la sèrie Heroes of the 1848 Revolution[20]
- Tres el 30 de desembre de 1972 en commemoració del 150è aniversari del seu naixement[21]

## En la cultura popular
Des del 29 de juny de 2021, Petőfi ha aparegut com un personatge històric recurrent que viu a l'Anglaterra actual a la sèrie de podcasts The Family Histories. Té la veu de l'autor i il·lustrador hongarès per a nens, John Spike. L'amfitrió Andrew Martin explica la seva presència com a causa d'un simple accident mal calculat a la seva cuina, una referència al poema de Petőfi de 1843 Befordultam a konyhára ('em vaig convertir a la cuina'), i la màquina del temps utilitzada al final de cada episodi de podcast.